# Misogynoir
Misogynoir är en term som refererar till misogyni mot svarta kvinnor där ras och kön är inblandade. Termen myntades av den svarta feministiska författaren Moya Bailey år 2010 för att uppmärksamma misogyni mot svarta transkvinnor och cispersoner i amerikansk populärkultur. Konceptet misogynoir härstammar från intersektionalitet som analyserar hur relationen mellan olika sociala identiteter såsom ras, kön, samhällsklass, ålder och sexuell läggning hänger ihop i system med förtryck.